# ساذج هندی
ساذج هندی (به انگلیسی: Cinnamomum tamala یا Indian bay leaf) گیاهی هندی که در سرزمینهای سیاه گل می‌روید.

## مزاج
در دوم سرد و خشک است.

## خواص دارویی
اگر زیر زبان نگهدارند بوی دهان را خوش می‌کند.
برای درمان درمان دیابت استفاده می‌گردد.
برای درمان بیماری هایی مانند اضطراب، افسردگی تاثیر گذار است.